# Hoplosphyrum boreale
Hoplosphyrum boreale is een rechtvleugelig insect uit de familie Mogoplistidae. De wetenschappelijke naam van deze soort is voor het eerst geldig gepubliceerd in 1902 door Scudder.